# Ewa Strömberg
Ewa Strömberg (* 13. Januar 1940; † 24. Januar 2013) war eine schwedische Schauspielerin. 

## Leben
Strömberg drehte einige schwedische Filme vor ihrer internationalen Karriere. In drei Edgar-Wallace-Filmen übernahm sie kleinere Rollen. 1969 wurde sie in Deutschland durch ihre Rolle in Die Hochzeitsreise als Verführerin von Dieter Hallervorden bekannt.
Danach spielte sie hauptsächlich  Rollen in den Filmen des spanischen Regisseurs Jesus Franco, darunter Vampyros Lesbos – Erbin des Dracula (1971). Wenige Jahre nach diesem Film zog sich Ewa Strömberg aus der Filmindustrie zurück.

## Filmografie
- 1959: Die Hemmungslosen (Raggare!)
- 1963: Amore in Stockholm (Il Diavolo)
- 1964: Meine Nichte Susanne (TV)
- 1964: Erotik unter vier Augen (Ett Sommaräventyr)
- 1966: Wie lernt man Mädchen kennen...? (TV)
- 1966: Brille und Bombe: Bei uns liegen Sie richtig!
- 1966: Schlafwagenmörder (Mördaren – En helt vanlig person)
- 1967: Der Mönch mit der Peitsche
- 1968: Im Banne des Unheimlichen
- 1968: Erotik auf der Schulbank
- 1968: Heimlichkeiten
- 1968: Kampf um Rom (2 Teile)
- 1969: Der Mann mit dem Glasauge
- 1969: Die Hochzeitsreise
- 1970: Dr. M schlägt zu
- 1970: Vampyros Lesbos – Erbin des Dracula (Las Vampiras)
- 1970: Sie tötete in Ekstase
- 1970: Der Teufel kam aus Akasava
- 1970: X 312 – Flug zur Hölle
- 1971: Dänemark: Die alte Liebe (TV-Serie Familie Werner auf Reisen)
- 1972: Zum zweiten Frühstück: Heiße Liebe
- 1972: Hochzeitsnacht-Report
- 1973: Schwedische Gardinen (TV-Serie Fußballtrainer Wulff)
- 1974: Der 7. Kanal (TV-Serie Hamburg Transit)